# شجرة الكبد
شجرة الكِبْد أو شجرة البولدو (الاسم العلمي: Peumus boldus)، شجرة من فصيلة المونيميات،  وهي ترتبط ارتباطا وثيقاً بفصيلة الغارية،والتي معظم أشجارها وشجيراتها دائمة الخضرة، وتضم العديد من النباتات المستخدمة لأوراقها العطرية مثل القرفة، ورق الغار، الكافور.
وموطن شجرة الكبد الأصلي المنطقة الوسطى من تشيلي، والتي تمتد من 33 درجة إلى 40 درجة جنوبًا، ويمكن إيجادها أيضًا في أوروبا وشمال إفريقيا، على الرغم من عدم رؤيتها في الغالب خارج الحدائق النباتية، والجزء المستخدم منها هي الأوراق.

## الوصف النباتي
هي شجيرة صغيرة ذات أوراق متقابلة، أوراقها لها رائحة تشبه رائحة الكافور ومذاقها مُر قليلاً، وشكل الورقة بيضاوي مستدير.
تحتوي أوراق شجرة الكبد على قلويد بولدين، تحتوي أيضًا على 2-4٪ من الزيت المتطاير، وذكرت المكونات الرئيسية على النحو التالي:
ascaridole (16-38 ٪) ، 1,8 سينول (11-39 ٪) و P- سيمين (9-29 ٪). الأسكاريدول شديد السمية.
يعمل نبات البولدو على زيادة إفراز الإنزيمات الهاضمة من المعدة وخاصة زيادة إفراز الصفراء من الحويصلة الصفراوية فيساعد على هضم المواد الدهنية.